# Mrežnica (oko)
Mrežnica (lat. retina) je unutarnja ovojnica oka. Smještena je na stražnjem dijelu očne jabučice i njezin je najvažniji dio. Sadrži vidne stanice, štapiće i čunjiće koji pomažu u osjetu svjetla i raspoznavanju boja. Povezane su sa živčanim vlaknima koja se udružuju u vidni živac.
Mrežnica je u kralježnjaka fotosenzitivno tkivo koje obrubljuje unutrašnju površinu oka. Optika oka stvara sliku vidnog svijeta na mrežnici koja ima funkciju sličnu onoj filma u fotografskom aparatu. Svjetlost što upada u mrežnicu izaziva čitav niz električnih i kemijskih događaja koji u konačnici aktiviraju živčane podražaje.Ti živčani podražaji bivaju poslani u različita moždana vidna središta putem vlakana vidnog živca.
Mrežnica se smatra dijelom središnjeg živčanog sustava (engl. CNS) jer se tijekom embrionalnog razvitka kralježnjaka mrežnica i vidni živac formiraju kao izdanci razvijajućeg mozga. To je jedini dio središnjeg živčanog sustava koji se može neinvazivno prikazati u živog organizma.
Mrežnica je složene,slojevite građe te se sastoji od nekoliko slojeva živčanih stanica međusobno povezanih sinapsama. Jedine živčane stanice koje su izravno fotosenzitivne su fotoreceptorske stanice. Fotoreceptorske stanice čine većinom dva tipa stanica, štapići i čunjići. Štapići se uglavnom aktiviraju kod slabijeg svjetla u sumraku i noću te osiguravaju crnobijeli vid dok čunjići osiguravaju vid danju i opažanje boja. Treći daleko rjeđi tip fotoreceptorskih stanica čine fotosenzitivne ganglijske stanice koje su važne za refleksivne reakcije na jarko danje svjetlo.
Živčani podražaji štapića i čunjića se podvrgavaju složenoj obradi pomoću drugih živčanih stanica mrežnice. Naposljetku se oblikuju akcijski potencijali u ganglijskim stanicama mrežnice čiji aksoni tvore vidni živac. Preko zbivanja što se odvijaju u mrežnici poput kodiranja i obrade svjetla može se ući u trag nekolicini važnih značajki vidne percepcije.

## Anatomija mrežnice kralježnjaka
Mrežnica se kod kralježnjaka sastoji od deset zasebnih slojeva. Krenuvši od unutarnjeg prema vanjskom to su:
1.	unutrašnja granična membrana – podnožje Müllerovih stanica
2.	sloj živčanih vlakana
3.	sloj ganglijskih stanica – sloj sadrži jezgre ganglijskih stanica i mjesto je izlaženja vlakana vidnog živca
4.	unutrašnji mrežasti sloj
5.	unutrašnji zrnati sloj
6.	vanjski mrežasti sloj – u makularnom području se naziva i Henleov vlaknasti sloj
7.	vanjski zrnati sloj
8.	vanjska granična membrana – sloj koji razdvaja unutarnje dijelove fotoreceptora od njihovih staničnih jezgara
9.	sloj fotoreceptora (štapići/čunjići)
10.	pigmentni epitel mrežnice

## Građa ljudske mrežnice
U odrasla čovjeka mrežnica čini 72% kruga i ima oko 22mm u promjeru. Sastoji se od približno 7 milijuna čunjića i 75-150 milijuna štapića. Dio mrežnice čini optički disk koji se ponekad naziva i slijepom pjegom jer u tom području nema fotoreceptora. Riječ je o ovalnom bjelkastom području površine od 3mm2. Temporalnije (u smjeru temporalne kosti) od optičkog diska smještena je makula (žuta pjega, lat. macula lutea). U središtu makule se nalazi fovea, plitka udubina koja je najosjetljivija na svjetlost i odgovorna za naš oštar središnji vid. Humanoidni i nehumanoidni primati posjeduju jednu foveu za razliku od nekih ptičjih vrsta poput jastreba koji imaju dvije fovee te mačaka i pasa koji nemaju foveu već središnji pojas poznat kao vidna pruga. Oko fovee na udaljenosti od otprilike 6 mm nalazi se središnja mrežnica dok preostali dio čini periferna mrežnica. Granica mrežnice je određena nazubljenom prugom (lat. ora serrata). Udaljenost od jedne do druge pruge, najosjetljivije područje uzduž vodoravnog meridijana, iznosi oko 3.2mm.
Mrežnica u presjeku nije deblja više od 0,5mm. Ima tri sloja živčanih stanica i dva sloja sinaptičkih spojeva. Vidni živac prenosi aksone ganglijskih stanica u mozak i krvne žile što opskrbljuju mrežnicu. Ganglijske stanice su smještene najnutarnjije dok se fotoreceptorske stanice nalaze krajnje izvana. Zbog takvog smještaja svjetlost mora najprije proći kroz deblji dio mrežnice a tek potom dopire do štapića i čunjića. Kroz epitel i žilnicu svjetlost ne prolazi (te strukture su nepropusne).
Bijele krvne stanice (leukociti) što se nalaze ispred fotoreceptora u kapilarama se mogu zamijetiti kao sitne sjajne točkice koje se brzo miču osobito ako se gleda u plavo svjetlo. Ova pojava se naziva Scheererov fenomen (entoptički fenomen plavog polja).
Između sloja ganglijskih stanica i sloja štapića i čunjića se nalaze dva mrežasta sloja u kojima dolazi do stvaranja sinaptičkih veza. To su unutrašnji i vanjski mrežasti sloj. Štapići i čunjići su u području vanjskog mrežastog sloja sinapsama povezani s okomito usmjerenim bipolarnim stanicama, a vodoravno usmjerene vodoravne stanice se povezuju s ganglijskim stanicama.
Čunjići dominiraju u središnjoj mrežnici dok su u perifernoj brojniji štapići. Sveukupno se u mrežnici nalazi 7 milijuna čunjića i 100 milijuna štapića. U središnjem dijelu makule je smještena fovealna udubina gdje su čunjići najmanji i složeni u obliku šesterokutnog mozaika koji im omogućuje najdjelotvorniju i najveću gustoću. Ispod same udubine ostali su dijelovi mrežnice istisnuti a potom nastupa izgradnja uzduž fovealne kosine sve do ruba fovee ili parafovee koja predstavlja najdeblji dio mrežnice. Makula ima žutu pigmentaciju zahvaljujući zaštitnim pigmentima te je poznata i kao žuta pjega (lat. macula lutea). Područje što izravno okružuje foveu ima najveću gustoću štapića koji konvergiraju prema pojedinačnim bipolarnim stanicama. Budući da čunjići imaju mnogo manju sposobnost udruživanja podražaja, fovea omogućuje najoštriji vid koji oko može postići.
Kako ima oko 150 milijuna receptora i samo 1 milijun vlakana vidnog živca vodoravna aktivnost vodoravnih i amakrinih stanica može omogućiti jednom području mrežnice da upravlja drugim (npr. jedan podražaj koči drugi) te se tako informacije miješaju i sjedinjuju. U nekih nižih kralježnjaka (npr. svinja) postoji centrifugalni nadzor poruka tako da npr. jedan sloj može nadzirati drugi ili viša moždana središta mogu upravljati živčanim stanicama mrežnice, no takav nadzor kod primata ne postoji.

## Razlike u građi mrežnice između kralježnjaka i glavonožaca
Mrežnica je kod kralježnjaka invertna tvorba jer se fotosenzitivne stanice nalaze u stražnjem dijelu pa tako svjetlost mora najprije proći kroz sloj živčanih stanica a tek potom dopire do štapića i čunjića. Kod glavonožaca mrežnica je međutim mnogo logičnije građe s fotoreceptorima smještenim na prednjoj strani dok se živčane stanice, što potom obrađuju podražaje, nalaze iza njih. Zbog toga glavonošci nemaju slijepu pjegu.
Mrežnica se kod glavonožaca ne razvija iz moždanog izdanka kao u kralježnjaka. Ova nam razlika pokazuje kako oči kralježnjaka i glavonožaca nisu homologne već su se razvijale zasebno. Razvojni biolog Richard Dawkins govori o nesavršenosti građe ljudske mrežnice i tako se suprotstavlja tvrdnjama drugih kako je ljudsko oko toliko savršeno da je moralo imati projektanta.

## Fiziologija mrežnice
Slika se stvara zahvaljujući raznolikom pobuđivanju štapića i čunjića u mrežnici. Živčani sustav i različiti dijelovi mozga paralelno obrađuju informaciju i formiraju prikaz za vanjski dio mozga. Čunjići reagiraju na jako svjetlo, omogućuju visoku rezoluciju vida te viđenje boja. Štapići reagiraju na prigušeno svjetlo, karakterizira ih niža rezolucija vida, razlikovanje crnog i bijelog te noćni vid. Može se javiti manjak čunjića koji su osjetljivi na crveno, plavo ili zeleno svjetlo što uzrokuje deficijenciju kolornog vida te različite vrste sljepoće za boje. Ljudi posjeduju tri različite vrste čunjića (trobojni vid).
Drugi sisavci imaju manje čunjića s crvenim pigmentom pa imaju siromašniji (dvobojni) kolorni vid.
Kad svjetlo padne na receptor on šalje odgovor sinaptičkim bipolarnim stanicama koje prosljeđuju signal ganglijskim stanicama u mrežnici. Receptori su umreženi s vodoravnim i amakrinim stanicama koje modificiraju sinaptički signal prije ganglijskih stanica. Signali koje šalju štapići i čunjići međusobno su izmiješani i kombinirani unatoč činjenici da su štapići uglavnom aktivni u veoma slabim uvjetima svjetla i neutralizirani zbog danjeg svijetla. S druge strane čunjići su aktivniji pri jačem svjetlu odnosno nisu dovoljno osjetljivi na niske razine svjetlosti.
Unatoč činjenici da su sve živčane stanice, samo mrežnične ganglijske stanice te neke amakrine stanice kreiraju akcijski potencijal. Nakon što se fotoreceptori izlože svjetlu, receptorski potencijal hiperpolarizira staničnu membranu. Vanjski segment stanice sadrži fotopigment. Unutar stanice normalne razine cikličkog gvanozin monofosfata (cGMP) održavaju Na+ kanale otvorenima te se stanica u sljedećem stadiju depolarizira odnosno odmara se. Foton u mrežnici uzrokuje promjenu proteina vezanog za receptor iz izomernog u trans-retinalni oblik što uzrokuje aktivaciju više G-proteina. Ujedno dolazi do otpuštanja Ga- proteinske podjedinice i degradacije cGMP unutar stanice i nemogućnosti vezanja na Na+ cGMP ulazne kanale (CNGs). To dovodi do hiperpolarizije stanice. Količina otpuštenog neurotransmitera povećava se kako razina svjetlosti opada. Na jarkom svjetlu dolazi do kemijskog procesa te fotopigment blijedi. Iz tog razloga pri prijelazu iz svjetla u tamu može proći i do trideset minuta dok se oko prilagodi (Vidi Adaptacija oka).
U mrežničnim ganglijskim stanicama postoje dva tipa odgovora, ovisno o receptivnom polju stanice. Receptivno područje mrežnične ganglijske stanice čini centar i cirkularno okolno područje. U centralnom dijelu svjetlost ima jedan učinak na stanice, dok u okolnom području svjetlo na stanice ima suprotan učinak. U ON stanicama povećanje intenziteta svjetla izaziva jači podražaj. U OFF stanicama povećanje intenziteta svjetla izaziva slabiji podražaj. U linearnom modelu ovaj tip odgovora dobro opisuje Gaussova krivulja te je to baza detekcije rubnih algoritama.
Prema ovoj jednostavnoj razlici ganglijske stanice su diferencirane prema osjetljivosti za boje i tipu prostornih sumacija. Stanica koja omogućuje lineranu prostornu sumaciju naziva se X stanica (još se nazivaju parvocelularne, P ili patuljaste ganglijske stanice), a stanice koje prikazuju nelinearnu sumaciju su stanice Y (magnocelularne, M ili „suncobranaste“ stanice). Komunikacija između X i Y stanica (u mačjoj mrežnici) te P i M stanica (u mrežnici primata) nije jednostavna kao što se nekad mislilo.
Za prijenos vizualnih signala do mozga zadužen je vidni put. Mrežnica je okomito podijeljena u dva dijela, temporalnu polovicu (bliže temporalnoj kosti) i nosnu polovicu (bliže nosu). Aksoni nosne polovice prelaze na suprotnu stranu mozga u optičkoj kijazmi kako bi se pridružili aksonima iz temporalne polovice drugog oka prije ulaska u lateralno genikulatno tijelo.
Iako postoji više od 130 milijuna mrežničnih receptora, očni živac ima samo oko 1,2 milijuna vlakna (aksona).Velike količine pre-obrada vrši se unutar mrežnice. Fovea proizvodi najtočnije informacije. Unatoč tome što zauzima oko 0,01% vidnog polja (manje od 20 vizualnog kuta), oko 10% aksona očnog živca posvećeni su fovei. Granica rezolucije fovee određena ja na 10.000 stupnjeva.
Kapacitet informacija procijenjen je na 500.000 bita u sekundi bez boje ili oko 600.000 bita u sekundi uključujući boju.

## Prostorna sumacija
Mrežnica za razliku od kamere ne može jednostavno poslati sliku u mozak. Mrežnica prostorno kodira sliku kako bi stala u ograničeni kapacitet vidnog živca. Kompresija je potrebna jer postoji 100 puta više fotoreceptorskih od ganglijskih stanica kao što je gore navedeno. Mrežnica čini „dekorelaciju“ dolaznih slika na način koji će biti opisan u nastavku. Postoje dvije vrste centara koje okružuju strukture u mrežnici – ON i OFF centri. ON centri imaju pozitivno podraženi centar i negativno podraženu okolinu. OFF centri su suprotno od toga.  Pozitivno se podraživanje naziva ekscitacija (uzbuđenje) dok se negativno podraživanje naziva inhibicija (kočenje). Ovi centri nisu fizički u smislu da ih možemo vidjeti bojenjem uzoraka tkiva ili ispitivanjem anatomije mrežnice. Ti su centri logičke strukture (tj. matematički sažetak) u tom smislu da ovise o jačini veze između bipolarnih i ganglijskih stanica. Smatra se da je snaga veze između stanica uvjetovana brojem i vrstom ionskih kanala ugrađenih u sinapse između ganglijskih i bipolarnih stanica. Stephen Kuffler je bila prva osoba koja se počela baviti ovim centrima, 1950. proučavajući mrežnicu mačke. Vidi receptivno polje za više informacija o centru okruženom strukturama. Vidi poglavlje 3 on-line knjige Davida Hubela (navedene u nastavku) za izvrstan uvod.
Periferne strukture su matematički ekvivalent algoritama rubne detekcije koje koriste računalni programeri kako bi izdvojili ili pojačali rubove na digitalnoj fotografiji. Tako retina obavlja operacije za poboljšanje detekcije rubova objekata unutar svog vidnog polja. Na primjer, na slici psa, mačke i automobila, rubovi tih objekata sadrže najviše informacija. U cilju viših funkcija mozga (ili računala) za izdvajanje te klasificiranje predmeta kao što su pas i mačka, retina je prvi korak odvajanja različitih objekata prizora.
Kao primjer, matrica je u srcu računalnog algoritma koji implementira rubnu detekciju. Ta računalna matrica je ekvivalent struktura koje okružuju centar. U ovom primjeru, svaki element unutar matrice bi bio povezan s jednim fotoreceptorom. Fotoreceptor u središtu je receptor koji se trenutno obrađuje. Središnji fotoreceptor je pomnožen s +1 faktorom težine. Okolni fotoreceptori su "najbliži susjedi" centru i pomnoženi su s -1 / 8 vrijednosti. Od tih elemenata, zbroj svih devet se konačno izračuna. Sumacija se ponavlja za svaki fotoreceptor na slici premještanjem u lijevo do kraja reda, a zatim prema dolje na sljedeći red. Ukupan zbroj ove matrice je nula ako su svi ulazi od devet fotoreceptora iste vrijednosti. Rezultat nula ukazuje da je slika ujednačena (ne mijenja se) unutar tog malog dijela. Negativni ili pozitivni zbrojevi znače da je nešto variralo (mijenjalo se) unutar tog malog dijela od devet fotoreceptora.
| -1/8 | -1/8 | -1/8 |
| -1/8 | +1   | -1/8 |
| -1/8 | -1/8 | -1/8 |

Navedena matrica je samo približna onome što se stvarno događa unutar retine. Prvo, prethodni primjer se zove "uravnoteženi". Pojam uravnotežen znači da je zbroj negativnih jednak zbroju pozitivnih vrijednosti kako bi se savršeno poništile. Ganglijske stanice retine nisu gotovo nikada savršeno uravnotežene. Drugo, tabela je četverokutna, dok su okolne strukture retine kružne. Treće, neuroni rade pomoću impulsa koji putuju niz aksone živčanih stanica. Računala rade na jednom broju koji je u biti konstanta pojedinog unosa piksela. (Računalni piksel je u osnovi ekvivalent biološkog fotoreceptora.)  Četvrto, retina sve izračune obavlja istovremeno, dok računalo obrađuje svaki piksel pojedinačno. I nema ponavljanja i namještanja izračuna kao u računalu. Naposljetku, vodoravne i amakrine stanice igraju također važnu ulogu u ovom procesu, ali ovdje nisu spomenute.
Ovdje je jedan primjer unosa slike i kako bi se modificirao rubnom detekcijom.
Nakon što je slika prostorno šifrirana od perifernih struktura, signal je poslan iz optičkog živca (preko aksona ganglijskih stanica) putem optičke hijazme do lateralnih genikulatnih jezgri (LGN). Točna funkcija LGN je trenutno nepoznata. Signal iz LGN tada putuje do primarne vidne kore (V1 korteks).
Pojednostavljeni put signala: 
fotoreceptori → bipolarne stanice→ ganglij→ hijazma → LGN→ V1 korteks

## Bolesti i poremećaji
Postoje mnoge naslijeđene i stečene bolesti ili poremećaji koji mogu utjecati na mrežnicu. Neki od njih su:
- Retinitis pigmentosa je skupina genetskih bolesti koje utječu na mrežnicu i uzrokuju gubitak noćnog i perifernog vida.
- Makularna degeneracija opisuje skupinu bolesti koje karakterizira gubitak centralnog vida zbog smrti ili oštećenja stanica makule.
- Čunjić-štapić distrofija opisuje brojne bolesti, gdje je gubitak vida uzrokovan nepravilnostima čunjića i / ili štapića u mrežnici.
- U ablaciji retine (odignuću mrežnice), mrežnica se odlijepi od žilnice. Ignipunktura je zastarjela metoda liječenja.
- Hypertenzija i šećerna bolest mogu uzrokovati oštećenja malih krvnih žila koje opskrbljuju mrežnicu, dovodeći do hipertenzivne i dijabetičke retinopatije.
- Retinoblastom je tumor mrežnice.
- Bolesti mrežnice u pasa obuhvaćaju displaziju retine, progresivnu atrofiju retine i naglo stečenu retinalnu degeneraciju.

## Dijagnostika i liječenje
Mnogo različitih instrumenata je dostupno za dijagnosticiranje bolesti i poremećaja koji utječu na mrežnicu. Za pregled mrežnice se koristi oftalmoskop. Odnedavno, adaptivna optika se koristi za prikaz pojedinih štapića i čunjića in vivo. Tvrtka utemeljena u Škotskoj razvila je tehnologiju koja omogućuje liječnicima promatranje cijele mrežnice bez nelagode pacijenata. Elektroretinogram se koristi za ne-invazivno mjerenje električne aktivnosti mrežnice, na koju utječu pojedine bolesti. Relativno nova tehnologija, koja postaje široko dostupna, je optički koherentna tomografija. Ta ne-invazivna tehnika omogućava dobivanje 3D volumetrijskog ili tomogram poprečnog presjeka visoke rezolucije za prikaz fine strukture mrežnice histološke kvalitete. 
Liječenje ovisi o vrsti bolesti ili poremećaja. Pokušana je i transplantacija mrežnice, ali bez puno uspjeha. Na MIT-u, Sveučilištu Južne Kalifornije i Sveučilištu Novog Južnog Walesa, u razvoju je izrada umjetne mrežnice: implantat koji će zaobići fotoreceptore mrežnice i izravno stimulirati živčane stanice signalima iz digitalnog fotoaparata.

## Krvna opskrba mrežnice
Jedinstvena struktura i krvnih žila u mrežnici koristi se za biometrijsku identifikaciju.

## Istraživanje
George Wald, Haldan Keffer Hartline i Ragnar Granit dobili su 1967. Nobelovu nagradu za fiziologiju ili medicinu za znanstveno istraživanje mrežnice.
Nedavnom studijom Sveučilišta u Pennsylvanije izračunata je približna propusnost ljudske mrežnice od 8,75 megabita u sekundi, dok mrežnica zamorca prenosi 875 kilobita. [ 7 ]
MacLaren, Pearson i suradnici na Sveučilištu u Londonu i Očnoj bolnici Moorfields u Londonu pokazali su 2006. da fotoreceptorska stanica može biti uspješno transplantirana u mrežnicu miša ako su donorske stanice u kritičnoj fazi razvoja. [ 8 ]
Nedavno su Ader i suradnici u Dublinu pomoću elektronskog mikroskopa pokazali da su transplantirani fotoreceptori formirali sinaptične veze. [9].

## Vanjske poveznice
Eye, Brain, and Vision - online book - by David Hubel
Kolb, H., Fernandez, E., & Nelson, R. (2003). The neural organization of the vertebrate retina. Salt Lake City, Utah: John Moran Eye Center, University of Utah. Retrieved July 19, 2004.
Demo: Artificial Retina, MIT Technology Review, September 2004. Reports on implant research at Technology Review
Successful photoreceptor transplantation, MIT Technology Review, November 2006. How stem cells might restore sight Technology Review
Australian Vision Prosthesis Group, Graduate School of Biomedical Engineering, University of New South Wales
RetinaCentral, Genetics and Diseases of the Human Retina at University of Würzburg
Retinal layers image. NeuroScience 2nd Ed at United States National Library of Medicine
The Vertebrate Retina: Structure, Function, and Evolution on-line lecture by Jeremy Nathans
Histology at BU 07901loa